# 狭山市立入間小学校

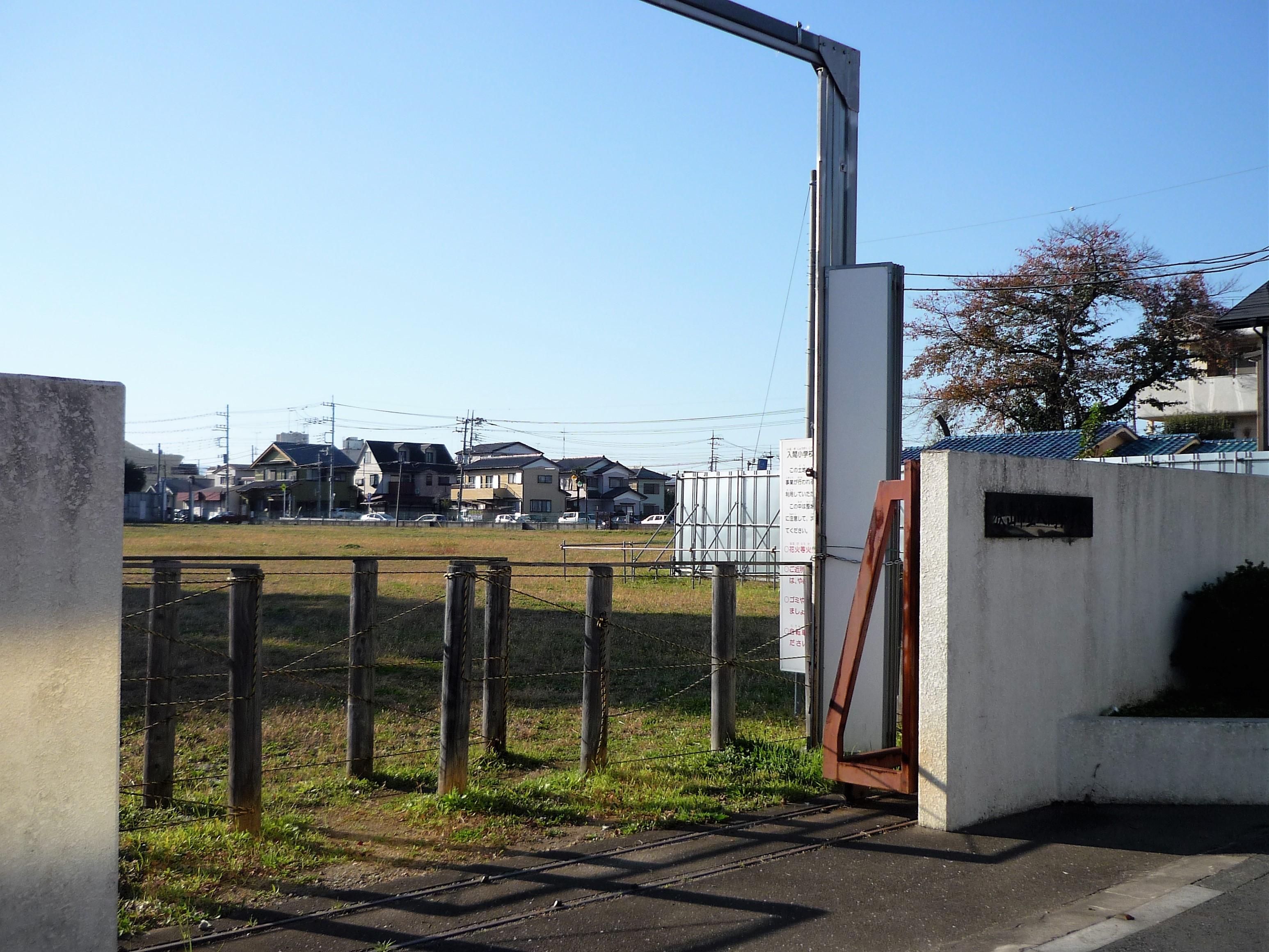
入間小学校跡地（2018年11月）

狭山市立入間小学校（さやましりつ いるましょうがっこう）は、かつて埼玉県狭山市にあった公立小学校。現在は閉校し、校舎はなくなっている。

## 歴史
- 1874年 - 地域住民により「入曽学校」として創立。当初は北入曽堀難井に所在した。
- 2011年3月 - 閉校。

## 閉校
創立137年で閉校した。児童たちは近隣の狭山市立南小学校や狭山市立入間野小学校へ分割編入した。
2012年までに校舎は解体された。
跡地は空き地となっていたが、2017年、道路や入曽駅前再開発にかかる複合型商業施設等を建設する計画が公表され、学校のシンボルとなっていたケヤキ（後述）の移植等も検討されていた。2025年3月21日にイオンリテールが運営する都市型ショッピングセンター「そよら入曽駅前」として開業予定である。

## シンボル
校庭のなかに5m（メートル）を超える大きなケヤキの木が植えられている。閉校する前まで学校のシンボルとなっており、通知表に「ケヤキ」の名称が付されていたほか、この木の絵も描かれていた。2011年に閉校し学校が解体されるも、地域の人の声によりケヤキの木はいまも残っている。今後再整備に合わせてケヤキ付近に閉校記念碑が建設される計画になっている。1974年に建立された開校百年記念碑は校舎解体に際して撤去・保管されており、閉校記念碑建設と同時にケヤキ付近に再置されることになっている。校舎北側裏手には戦時中にB29による機銃掃射を受けたというイチョウの木もあったが、閉校時には既に木が痛んでおり、埼玉県道8号川越入間線の歩道拡張予定地にもかかっていたため伐採されている。

## 遺構
1940年、校地内に奉安殿が建立された。終戦後の1945年12月、奉安殿はGHQによる神道指令により撤去解体されることになったが、解体を惜しんだ旧入間村村民の声を受け、建物は南入曽の寺院金剛院の土蔵に、礎石は南入曽の神社入間野神社に保管された。1950年4月、奉安殿は戦没者を祀る「入間招魂社」の社殿として入間野神社境内に再建された。以後今日まで維持され現存している。入間小学校が廃校となり校舎・体育館などが解体されたため、唯一保存されている学校ゆかりの建物となっている。